# Shapes of Things
Shapes of Things is een nummer van de Britse band The Yardbirds, uitgebracht als single in 1966. Het nummer werd geschreven door bandleden Paul Samwell-Smith, Jim McCarty en Keith Relf. Het was de eerste echte hit van de band en bereikte de top 3 in het Verenigd Koninkrijk, alsmede top 10-posities over de hele wereld en een elfde plaats in de Verenigde Staten en een 38e plaats in Nederland. Ondanks dit feit verscheen het nooit op een officieel studioalbum van de band.
Muziekschrijvers als Paul McCartney en Jimi Hendrix zijn sterk beïnvloed door het nummer, dat als baanbrekend wordt gezien vanwege het gebruik van audiofeedback van Jeff Beck; zo zou de gitaarsolo in het Beatles-nummer "Taxman" zijn geïnspireerd door dit nummer. Het nummer wordt, samen met diverse andere nummers van de band, gezien als een voorloper op heavy metal. Beck nam het nummer later op voor zijn eerste soloalbum Truth. Het nummer werd door de Rock and Roll Hall of Fame opgenomen in de lijst "Songs That Shaped Rock and Roll".
Het nummer is in de loop der jaren veelvuldig gecoverd door andere artiesten, waaronder The Allman Joys, Black Stone Cherry, David Bowie, The Black Crowes, Dixie Dregs, FM, Jeff Healey Band, Led Zeppelin, Richie Kotzen, Gary Moore, Nazareth, Rush, Michael Schenker en Scorpions.

## Hitnoteringen

### Nederlandse Top 40
| Hitnotering: 14-05-1966 | Hitnotering: 14-05-1966 | Hitnotering: 14-05-1966 |
| Week:                   | 1                       |                         |
| ----------------------- | ----------------------- | ----------------------- |
| Positie:                | 38                      | uit                     |